# Elecciones estatales de Tabasco de 2024
Las elecciones estatales de Tabasco de 2024 se llevaron a cabo el domingo 2 de junio de 2024, y en ellas se renovaron los titulares de los siguientes cargos de elección popular del estado mexicano de Tabasco:
- Gobernador del Estado: Titular del poder ejecutivo del Estado, electo para un periodo de seis años no reelegibles en ningún caso. El candidato electo fue Javier May Rodríguez.
- 35 diputados estatales: 21 diputados electos por mayoría relativa y 14 designados mediante representación proporcional para integrar la LXV Legislatura.
- 17 ayuntamientos: Compuestos por un presidente municipal, un síndico y un grupo de regidores, electos para un periodo de tres años.

## Legislación

### Sistema electoral
El Gobernador del Estado de Tabasco es el titular del poder ejecutivo del estado. Su elección es por voto directo y de mayoría relativa. Para ser gobernador del Estado es necesario «ser ciudadano mexicano por nacimiento y nativo del Estado, o con residencia en él no menor de cinco años inmediatamente anteriores al día de la elección y tener treinta años o más al día de la elección». El candidato electo inicia su mandato el 1 de octubre y gobierna durante seis años. La persona que haya sido electa por sufragio como gobernador del Estado está impedida para volver a ejercer el mismo cargo, sin excepción alguna.
El Congreso del Estado de Tabasco es el depositario del poder legislativo del estado. Está integrado por 35 diputados. Veintiúno son electos por voto directo bajo el principio de mayoría relativa en distritos uninominales y 14 son designados mediante representación proporcional de los resultados de la elección de mayoría relativa a través de un sistema de listas repartidas entre dos circunscripciones. Para ser candidato a diputado es necesario «ser ciudadano mexicano y tabasqueño, en pleno ejercicio de sus derechos. En todo caso, se deberá contar con residencia efectiva en el Estado por un período no menor de dos años anteriores al día de la elección y tener veintiún años cumplidos el día de la elección».

### Partidos políticos
En las elecciones estatales tienen derecho a participar los siete partidos políticos nacionales: Partido Acción Nacional (PAN), Partido Revolucionario Institucional (PRI), Partido de la Revolución Democrática (PRD), Partido del Trabajo (PT), Partido Verde Ecologista de México (PVEM), Movimiento Ciudadano (MC) y Movimiento Regeneración Nacional (MORENA).

### Distritos electorales
En agosto de 2021 la LXIV Legislatura del Congreso del Estado de Tabasco redujo la cantidad de escaños de representación proporcional de la próxima legislatura de 14 a sólo 8. El cambio fue impugnado ante la Suprema Corte de Justicia de la Nación debido a que garantizaba la mayoría parlamentaria del partido que ganara las 21 diputaciones de mayoría relativa. En enero de 2023 la Suprema Corte determinó anular la reforma y restablecer los 14 escaños de representación proporcional.
Para la elección de diputados de mayoría relativa del Congreso del Estado de Tabasco el estado se divide en 21 distritos electorales. La distritación electoral vigente fue publicada por el Instituto Nacional Electoral en julio de 2022.
| Distrito | Cabecera     | Municipios | Mapa | Distrito        | Cabecera   | Municipios |
| -------- | ------------ | ---------- | ---- | --------------- | ---------- | ---------- |
| 1        | Cárdenas     | 2          |      | 12              | Comalcalco | 1          |
| 2        | Cárdenas     | 1          | 13   | Cunduacán       | 1          |            |
| 3        | Cárdenas     | 1          | 14   | Emiliano Zapata | 3          |            |
| 4        | Frontera     | 1          | 15   | Huimanguillo    | 1          |            |
| 5        | Villahermosa | 1          | 16   | Macuspana       | 2          |            |
| 6        | Villahermosa | 1          | 17   | Jalpa           | 2          |            |
| 7        | Villahermosa | 1          | 18   | Nacajuca        | 1          |            |
| 8        | Villahermosa | 1          | 19   | Paraíso         | 2          |            |
| 9        | Villahermosa | 1          | 20   | Teapa           | 2          |            |
| 10       | Villahermosa | 1          | 21   | Tenosique       | 2          |            |
| 11       | Comalcalco   | 2          |      |                 |            |            |

## Candidaturas y coaliciones

### Fuerza y Corazón por Tabasco
El Partido Acción Nacional (PAN) y el Partido Revolucionario Institucional (PRI) acordaron postularse en conjunto bajo la alianza «Fuerza y Corazón por Tabasco». El Partido de la Revolución Democrática (PRD) decidió no integrarse a la coalición.
Para la candidatura a gobernador la coalición decidió postular a la persona nominada por el PAN. Como aspirantes a la candidatura del partido para la gubernatura se registraron Silvia Cano González, dirigente estatal del PAN; y Lorena Beaurregard de los Santos, militante del Partido Revolucionario Institucional. El 24 de enero de 2024 el partido designó como su candidata a gobernadora a Lorena Beaurregard de los Santos. Adicionalmente, la coalición presenta candidaturas de unidad en cuatro municipios y cinco distritos.

### Partido de la Revolución Democrática
El Partido de la Revolución Democrática (PRD) decidió competir en solitario en las elecciones estatales. En noviembre de 2023 el partido designó como su candidato a gobernador al senador Juan Manuel Fócil Pérez.

### Juntos Hacemos Historia
El 4 de noviembre se formalizó la coalición «Juntos Hacemos Historia» para el estado de Tabasco, integrada por el partido Movimiento Regeneración Nacional (Morena), el Partido del Trabajo (PT) y el Partido Verde Ecologista de México (PVEM).
En septiembre de 2023 el partido Movimiento Regeneración Nacional (Morena) anunció el inicio de su proceso de selección para candidato a gobernador, al cual se registraron 21 interesados. El partido definió que su comité estatal podía seleccionar cuatro aspirantes y el comité nacional podía incorporar hasta dos aspirantes más. Ambos organismos debían postular igual número de hombres y de mujeres. El 14 de octubre el partido designó como finalistas a Javier May Rodríguez, director del Fondo Nacional de Fomento al Turismo; Raúl Ojeda Zubieta, presidente estatal de Morena; Óscar Cantón Zetina, diputado plurinominal del Congreso de la Unión; Yolanda Osuna Huerta, presidente municipal de Centro; y Mónica Fernández Balboa, senadora del Congreso de la Unión.
La coalición designó a su candidato mediante una encuesta. Inicialmente sus resultados iban a ser publicados el 30 de octubre, pero el comité nacional del partido decidió postergar el anuncio hasta el 10 de noviembre. El 11 de noviembre la coalición anunció como ganador de la encuesta a Javier May Rodríguez.

### Movimiento Ciudadano
El partido Movimiento Ciudadano decidió competir en solitario en las elecciones estatales. En noviembre de 2023 el partido designó a María Inés de la Fuente Dagdug como su candidata a gobernadora.

## Encuestas

### Por partido político
| Encuestadora          | Fecha                    | Muestra |       |       |      |      |      |      |       | O/N/NS/NC | MDE   |
| --------------------- | ------------------------ | ------- | ----- | ----- | ---- | ---- | ---- | ---- | ----- | --------- | ----- |
| Encuestadora          | Fecha                    | Muestra |       |       |      |      |      |      |       | O/N/NS/NC | MDE   |
| Rubrum                | 17 de agosto de 2022     | 1000    | 6.9%  | 8.9%  | 2.8% | —    | —    | —    | 60.0% | 21.4%     | ±3.8% |
| Gii360                | 30 de agosto de 2022     | 600     | 3%    | 10%   | 7%   | —    | 1%   | 4%   | 57%   | 18%       | ±3.9% |
| Rubrum                | 12 de septiembre de 2022 | 1000    | 7.0%  | 9.0%  | 2.4% | —    | —    | —    | 60.9% | 20.7%     | ±3.8% |
| Demoscopia Digital    | 15 de septiembre de 2022 | 1000    | 5.8%  | 6.2%  | 2.9% | 1.3% | 0.9% | 3.5% | 59.1% | 20.3%     | ±3.8% |
| Demoscopia digital    | 20 de octubre de 2022    | 1000    | 6.2%  | 5.6%  | 3.4% | 1.8% | 1.2% | 4.2% | 57.7% | 19.9%     | ±3.9% |
| TREsearch             | 1 de noviembre de 2022   | 1000    | 4.7%  | 4.3%  | 4.9% | 0.5% | —    | 1.4% | 50.5% | 33.7%     | ±3.9% |
| Rubrum                | 18 de noviembre de 2022  | 1000    | 6.0%  | 7.7%  | 3.0% | —    | —    | —    | 64.3% | 18.0%     | ±3.9% |
| Rubrum                | 2 de diciembre de 2022   | 1000    | 9.0%  | 11.0% | 7.5% | —    | —    | —    | 51%   | 21.5%     | ±3.8% |
| Rubrum                | 16 de diciembre de 2022  | 1000    | 10.1% | 11.1% | 7.6% | —    | —    | —    | 50.0% | 21.2%     | ±3.8% |
| Campaigns & Elections | 1 de marzo de 2023       | 400     | 8%    | 7%    | —    | 2%   | 3%   | 4%   | 57%   | 19%       | ±4.9% |
| Campaigns & Elections | 19 de abril de 2023      | 400     | 7%    | 6%    | —    | 1%   | 1%   | 3%   | 55%   | 27%       | ±4.9% |

### Por candidato
| Encuestadora          | Fecha                   | Muestra | Beaurregard | Fócil | May   | De la Fuente | O/N/NS/NC | MDE   |
| --------------------- | ----------------------- | ------- | ----------- | ----- | ----- | ------------ | --------- | ----- |
| Encuestadora          | Fecha                   | Muestra |             |       |       |              | O/N/NS/NC | MDE   |
| La Encuesta MX        | 5 de diciembre de 2023  | 1000    | —           | 27.2% | 60.4% | 7.5%         | 4.9%      | ±3.5% |
| Rubrum                | 19 de diciembre de 2023 | 1000    | 6.2%        | 7.7%  | 55.8% | 8.8%         | 21.6%     | ±3.8% |
| Rubrum                | 2 de enero de 2024      | 1000    | 6.9%        | 7.7%  | 54.3% | 7.2%         | 23.9%     | ±3.8% |
| Campaigns & Elections | 9 de enero de 2024      | 400     | 5%          | 12%   | 61%   | 5%           | 17%       | ±4.9% |
| La Encuesta MX        | 11 de enero de 2024     | 1000    | —           | 28.3% | 62.2% | 5.4%         | 4.1%      | ±3.5% |
| Rubrum                | 30 de enero de 2024     | 1000    | 6.4%        | 5.5%  | 58.0% | 5.1%         | 2.5%      | ±3.8% |
| Electoralia           | 3 de febrero de 2024    | 1000    | —           | 27.8% | 61.9% | 5.8%         | 4.5%      | ±3.5% |
| Demoscopia digital    | 24 de febrero de 2024   | 1000    | 4.8%        | 9.7%  | 61.5% | 5.1%         | 18.9%     | ±3.8% |
| Electoralia           | 5 de marzo de 2024      | 1000    | 14.5%       | 11.8% | 64.2% | 4.9%         | 4.6%      | ±3.5% |
| Rubrum                | 12 de marzo de 2024     | 1000    | 7.2%        | 4.4%  | 59.4% | 4.4%         | 24.6%     | ±3.8% |
| Grupo Impacto         | 27 de marzo de 2024     | 400     | 6%          | 4%    | 66%   | 6%           | 18%       | ±3.9% |
| Rubrum                | 2 de abril de 2024      | 1000    | 8.2%        | 5.7%  | 57.1% | 5.1%         | 23.9%     | ±3.8% |
| Demoscopia digital    | 2 de abril de 2024      | 1000    | 7.8%        | 8.5%  | 62.3% | 5.9%         | 15.5%     | ±3.8% |
| Electoralia           | 5 de abril de 2024      | 1000    | 15.7%       | 11.5% | 63.9% | 4.8%         | 4.1%      | ±3.5% |
| Campaigns & Elections | 30 de abril de 2024     | 400     | 7%          | 12%   | 57%   | 5%           | 19%       | ±4.9% |
| La Encuesta MX        | 2 de mayo de 2024       | 1000    | 17.2%       | 12.3% | 61.7% | 5.1%         | 3.7%      | ±3.5% |
| Gobernarte            | 4 de mayo de 2024       | 1500    | 21%         | 11%   | 49%   | 5%           | 14%       | ±3.7% |
| Demoscopia digital    | 6 de mayo de 2024       | 1000    | 5.4%        | 7.2%  | 63.6% | 4.7%         | 19.1%     | ±3.8% |
| Massive Caller        | 9 de mayo de 2024       | 1000    | 22.4%       | 6.5%  | 43.3% | 6.1%         | 21.7%     | ±3.4% |
| Campaigns & Elections | 13 de mayo de 2024      | 400     | 7%          | 11%   | 63%   | 5%           | 14%       | ±4.9% |
| La Encuesta MX        | 13 a 15 de mayo de 2024 | 1000    | 17.4%       | 11.5% | 62.2% | 5.7%         | 3.2%      | ±3.5% |
| Massive Caller        | 16 de mayo de 2024      | 1000    | 24.0%       | 9.3%  | 43.7% | 5.2%         | 17.8%     | ±3.8% |
| Massive Caller        | 22 de mayo de 2024      | 1000    | 27.0%       | 12.2% | 48.8% | 12.0%        | —         | ±3.4% |
| Campaigns & Elections | 28 de mayo de 2024      | 400     | 6%          | 16%   | 64%   | 4%           | 10%       | ±4.9% |
| La Encuesta MX        | 29 de mayo de 2024      | 1000    | 20.8%       | 12.4% | 57.8% | 5.9%         | 3.1%      | ±3.5% |
| Massive Caller        | 29 de mayo de 2024      | 1000    | 27.6%       | 10.9% | 50.9% | 10.6%        | —         | ±3.4% |

## Resultados

### Gubernatura
|  | 66.57 % |

|  | 80.52 % |

|  | 7.4 % |

|  | 6.55 % |

|  | 6.9 % |

|  | 5.38 % |

|  | 2.45 % |

|  | 4.17 % |

|  | 1.72 % |

|  | 3.04 % |

|  | 100 % |

### Congreso
|  | 56.46 % |

|  | 9.11 % |

|  | 7.48 % |

|  | 7.16 % |

|  | 7.08 % |

|  | 3.12 % |

|  | 2.14 % |

|  | 1.17 % |

|  | 6.26 % |

|  | 100 % |

### Ayuntamientos
|  | 48.85 % |

|  | 12.51 % |

|  | 9.47 % |

|  | 8.27 % |

|  | 7.95 % |

|  | 3.27 % |

|  | 2.07 % |

|  | 1.72 % |

|  | 94.11 % |

|  | 5.62 % |

|  | 0.27 % |

|  | 59.91 % |